# Crueize
Crueize – rzeka we Francji, przepływająca przez teren departamentu Lozère, o długości 18,6 km. Stanowi dopływ rzeki Colagne.